# پرینت سه‌بعدی سرامیک
پرینت سه‌بعدی سرامیک (به انگلیسی: Ceramic 3D Printing) روشی است که در آن ذرات سرامیک (خاک رس یا ترکیبات خام دیگر) به صورت خطی و لایه‌ای کنار هم قرار می‌گیرند و از برهم نشستن این خطوط و لایه‌ها، جسم سرامیکی تولید می‌شود.
خواص فوق‌العاده سرامیک‌ها سبب استفاده گسترده آن‌ها در صنایع مختلف نظیر صنایع شیمیایی، صنایع مکانیکی، صنایع الکترونیکی، صنایع هوایی و صنایع پزشکی شده‌است. برخی از این خواص عبارتند از استحکام و سختی بالا، پایداری گرمایی و شیمیایی مناسب و عملکرد گرمایی، الکتریکی، نوری (به انگلیسی: Optical) و مغناطیسی مناسب.

## شناخت کلی سرامیک‌ها
برای شناخت دقیق‌تر این روش، لازم است ابتدا انواع سرامیک را بشناسیم.
در یک تقسیم‌بندی کلی، سرامیک‌ها را به دو دسته تقسیم می‌کنند، سرامیک‌های کلاسیک و سرامیک‌های فنی.
سرامیک‌های کلاسیک فقط از مواد طبیعی مانند خاک رس تشکیل شده‌اند، در صورتی که سرامیک‌های فنی شامل مواد دیگری مانند سیلیکون، کربن، نیتروژن و ازت می‌باشند. سرامیک‌های فنی با نام سرامیک‌های صنعتی یا مهندسی نیز شناخته می‌شوند. این سرامیک‌ها نسبت به سرامیک‌های کلاسیک، خواص مکانیکی و حرارتی و شیمیایی بسیار بهتری دارند و آنچه در صنایع پیشرفته استفاده می‌شود، همین نوع است.

## تکنولوژی ساخت سرامیک‌ها
ساخت سرامیک‌ها عموماً از ترکیب مواد پودری و با استفاده یا بدون استفاده از چسب و دیگر افزودنی‌ها آغاز می‌شود و سپس با استفاده از روش‌های مرسومی نظیر قالب‌گیری، قالب‌های فشاری و … فرم می‌گیرد. برای تولید سرامیک با تراکم و استحکام مناسب، لازم است از کوره با دمای بالا استفاده کرد. ویژگی‌های سرامیک سبب می‌شود تا تولیدش طولانی و پرهزینه باشد، همچنین محدودیت‌هایی نیز در زمینه ایجاد شکل مطلوب با استفاده از روش‌های موجود وجود دارد. از طرف دیگر، ماشین‌کاری سرامیک‌ها امری بسیار سخت و پر هزینه است و عموماً رسیدن به شکل نهایی با کیفیت سطح مطلوب و بدون ترک با این روش بسیار سخت است، چرا که سرامیک‌ها موادی بسیار مستحکم و سخت و در عین حال شکننده‌اند.
همه این ویژگی، اهمیت موضوع چاپ سه‌بعدی سرامیک‌ها را نشان می‌دهد.

## چاپ سه‌بعدی سرامیک‌ها
چاپ سه‌بعدی مجموعه‌ای از تکنولوژی‌های پیشرفته است که با استفاده از کنار هم قرار دادن مواد به صورت نقطه‌به‌نقطه، خط‌به‌خط یا لایه‌به‌لایه بر اساس مدل سه بعدی (3D CAD) که توسط نرم‌افزار دیگری به لایه‌های دوبعدی تبدیل شده، قطعه مورد نظر را ایجاد می‌کند. این روش امکان ساخت قطعات پیچیده را به صورت دقیق به ما می‌دهد، قطعاتی که ساختشان به کمک روش‌های سنتی مانند ریخته‌گری یا ماشین‌کاری، بسیار سخت یا حتی نشدنی است.
شکل زیر، ویژگی‌های چاپ سه‌بعدی را بیان می‌کند.

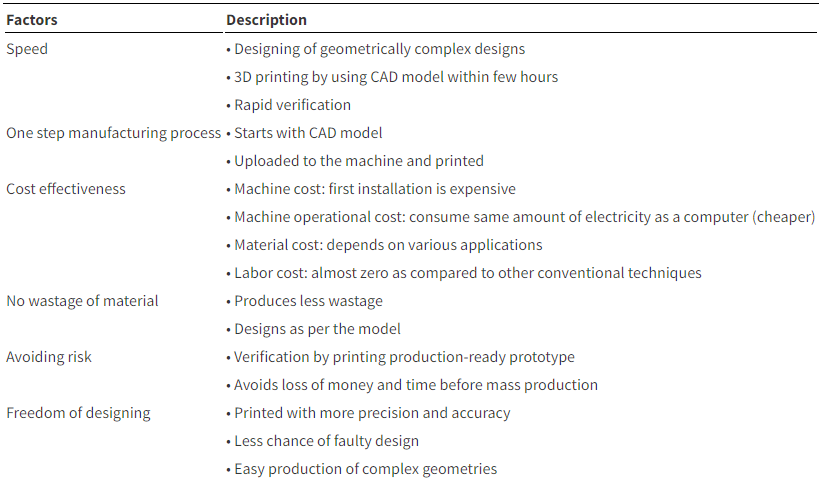
ویژگی‌های چاپ سه‌بعدی

همان‌طور که در جدول فوق مشاهده می‌کنید، روش چاپ سه‌بعدی، بسته به قصد ما از تولید (سفارشی سازی، تولید انبوه، و …) و همچنین ویژگی‌های محصول (فرم، متریال و …) مزایا و معایبی در حوزه‌های سرعت، قیمت، مقدار متریال استفاده شده و … دارد. شناخت دقیق از ویژگی‌های محصول و روش پرینت سه‌بعدی، می‌تواند ما را در انتخاب درست این روش یاری کند.
برای مثال در بحث سرعت، در این روش تنها کاری که قبل از ساخت انجام می‌دهیم، ساخت فایل CAD است که چند ساعت زمان می‌گیرد و بعد از آن می‌توانیم قطعه را پرینت کنیم. اما در تولید به روش‌های دیگر، نیازمند ساخت قالب و ... هستیم که بسیار زمان‌بر است و البته اگر تولید محدود باشد یا قصد نمونه‌سازی داشته باشیم، بسیار گران هم تمام خواهد شد. یا در بحث استفاده از متریال، در این روش دورریز نداریم و تمام متریال، در قطعه استفاده خواهد شد، در صورتی که در بسیاری از روش‌های تولید، بحث دورریز مطرح است. مثلا در ماشین تراش، براده زیادی برداشته می‌شود تا قطعه شکل بگیرد. این مقدار براده، در حقیقت دورریز ما از آن متریال است که به خصوص اگر متریال گران باشد، بسیار قابل توجه خواهد بود. 
از دیگر بحث‌های مطرح، محدودیت‌هاییست که روش تولید در مقابل طراح می‌گذارد. برای مثال در ریخته‌گری، قالب نباید به گونه‌ای طراحی شود که زاویه منفی داشته باشد. اما روش چاپ سه‌بعدی، بسیاری از این محدودیت های طراحی را حذف کرده و بسیاری از طرح‌ها با این روش قابل ساخت هستند.

### روش‌های پرینت سه‌بعدی سرامیک
در ادامه به دو سر دسته کلی از روش‌های پرینت سه‌بعدی سرامیک اشاره می‌کنیم که هر کدام به چندین روش تقسیم می‌شوند.

##### روش‌های بر اساس دوغاب (Slurry-based technologies)
در روش‌ها، از سرامیک به صورت دوغابی یا خمیری استفاده می‌شود. برای پرینت سه‌بعدی این دوغاب، از روش extrusion, inkjet printing یا photopolymerisation استفاده می‌شود.
یکی از روش‌های بسیار مرسوم که می‌توان آن را زیرمجموعه photopolymerisation دانست، روش استریولیتوگرافی است.

###### استریولیتوگرافی (SL)
باور عمومی یر این است که این روش پراستفاده‌ترین و مناسب‌ترین شیوه پرینت سه‌بعدی است. اساس کار این روش آن است که اشعه‌ای با طول موج مشخص (عموما در ناحیه فرابنفش) را به سطح ماده مورد نظر می‌تابانند و لایه ای از ماده جامد حاصل می‌شود.

##### روش‌های بر اساس پودر (Powder-based technologies)
در این روش، از پودرهای حاوی ذرات سرامیک استفاده می‌کنیم. این پودرها به وسیله مواد چسبی یا به کمک همجوشی پودر (Powder Fusion) به کمک انرژی گرمایی لیزر به هم متصل می‌شوند و شکل مطلوب را می‌سازند.
شکل زیر اطلاعات مفیدی از روش‌های پرینت سه‌بعدی سرامیک در اختیارمان قرار می‌دهد.

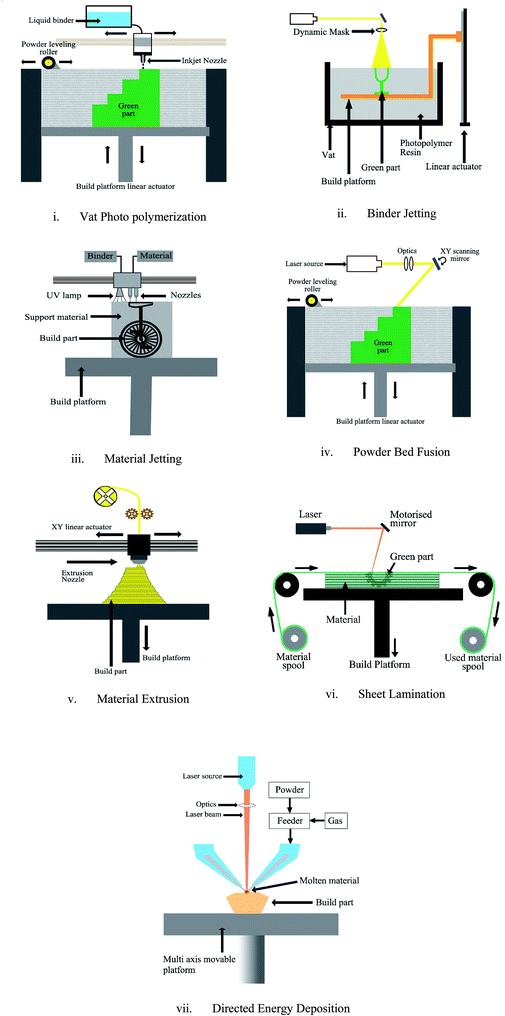
روش‌های چاپ سه‌بعدی سرامیک

## مرحله بعد از چاپ سه‌بعدی
از نظر فعالیت‌های لازم پس از پرینت سه‌بعدی، فرایندهای پرینت سه‌بعدی به دو دسته تقسیم می‌شوند. فرایندهای تولید مستقیم و تولید غیر مستقیم. در روش تولید مستقیم، قطعه خروجی از پرینتر، قطعه نهایی است. اما در تولید غیر مستقیم، قطعه نیازمند فرایندهایی است تا تکمیل شود. برای مثال، پرینت سه‌بعدی سرامیک‌ها از نوع تولید غیر مستقیم است، چرا که قطعه خروجی از پرینتر، لازم است وارد کوره شود تا به استحکام و دیگر خواص لازم برسد.
شکل زیر مراحل قبل و بعد پرینت سه‌بعدی سرامیک را نشان می‌دهد.

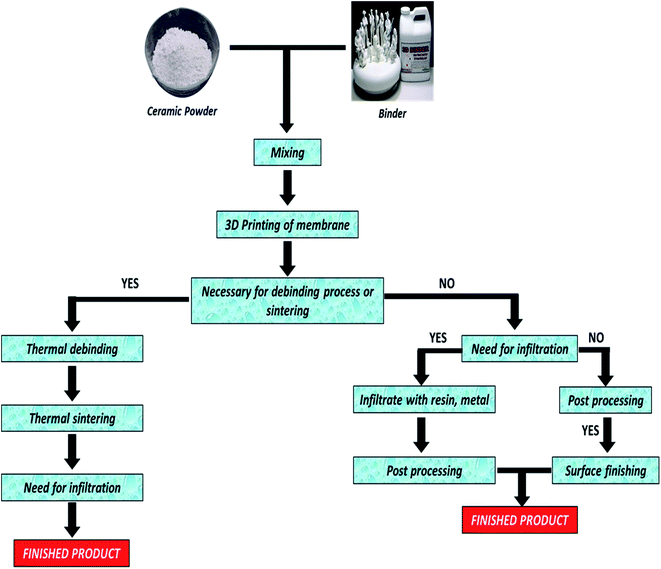
مراحل قبل و بعد از چاپ سه‌بعدی سرامیک

شکل زیر، ویژگی‌های سرامیک زیرکونیا را قبل(a) و بعد (b) از پخت در کوره نشان می‌دهد.

سرامیک زیرکونیا، قبل (آ) و بعد از پخت (ب)

همان‌طوز که در تصویر فوق مشاهده می‌کنید، خواص سرامیک پس از پخت در کوره، بهبود قابل توجهی پیدا می‌کند.

## کاربردهای چاپ سه‌بعدی سرامیک
بسته به نیازهای ما در فرایند تولید، چاپ سه‌بعدی سرامیک می‌تواند انتخاب بسیار مناسب یا نامناسبی باشد. به‌طور کل چاپ سه‌بعدی سرامیک دقت بالایی دارد و از اکثر روش‌های دیگر دقیق‌تر است. همچنین اگر قصد سفارشی سازی یا تولید در تعداد محدودتر را داریم، این روش سرعت بسیار مناسبی دارد. اما باید توجه داشت که اگر ویژگی‌های محصول متناسب با ویژگی‌های چاپ سه‌بعدی سرامیک نباشد، نتیجه از نظر سرعت، هزینه و … مطلوب نخواهد بود.

### پرینت سه‌بعدی سرامیک در پزشکی
از سرامیک‌ها استفاده گسترده‌ای در حوزه مفاصل مصنوعی و ایمپلنت‌ها می‌شود. این استفاده گسترده به واسطه پایداری بالای شیمیایی و گرمایی و همچنین استحکام مناسب این مواد است. همچنین استفاده زیادی از این مواد در حوزه ساخت ایمپلنت‌های دندانی می‌شود.
پروتزها و ایمپلنت‌ها قطعاتی هستند که با توجه به ویژگی‌های هر شخص طراحی می‌شوند، از این رو تولید انبوه برای آن‌ها معنایی ندارد. این ویژگی سبب می‌شود تا پرینت سه‌بعدی روشی مناسب برای تولید این قطعات باشد. پیشرفت روزافزون در حوزه پرینت سه‌بعدی سرامیک‌ها راه را برای تولید گسترده این قطعات از طریق این روش فراهم می‌کند.
شکل زیر یک دندان پرینت شده از جنس سرامیک زیرکونیا را نشان می‌دهد.

دندان پرینت شده از جنس سرامیک زیرکونیا

در شکل زیر، روند ساخت یک دندان با استفاده از پرینتر سه‌بعدی را مشاهده می‌کنید.

روند ساخت یک دندان سرامیکی با استفاده از پرینتر سه‌بعدی